# Aulus Seius Zosimianus
Aulus Seius Zosimianus war ein Angehöriger des römischen Ritterstandes (Eques). Durch eine Inschrift, die in Rom gefunden wurde, sind einzelne Stationen seiner Laufbahn bekannt, die in der Inschrift in aufsteigender Reihenfolge wiedergegeben sind.
Zosimianus übernahm zunächst als Präfekt die Leitung einer Cohors III Bracaraugustanorum. Im Anschluss wurde er Tribun in der Legio XI Claudia. Danach war er subcurator viae in Antium.
Die Inschrift befindet sich auf einer Urne, die Aulus Seius Africanus für seinen Vater aufstellen ließ.